# Oriomeryx
Az Oriomeryx az emlősök (Mammalia) osztályának párosujjú patások (Artiodactyla) rendjébe, ezen belül a pézsmaszarvasfélék (Moschidae) családjába tartozó fosszilis nem.

## Tudnivalók
Az Oriomeryx-fajok Európa területén éltek, körülbelül 20 millió évvel ezelőtt, a kora miocén korszak idején. Maradványaikat eddig, csak a spanyolországi Zaragoza nevű város mellett, valamint Franciaország déli részén találták meg.
Ezt a nemet legelőször 1985-ben Ginsburg írta le és nevezte meg, aztán 1994-ben besorolta a Pecora csoportba. Csak 2007-ben Prothero ismerte el pézsmaszarvasnemnek.

## Rendszerezés
A nembe az alábbi 2 faj tartozik:
- Oriomeryx major
- Oriomeryx willii

## Fordítás
- Ez a szócikk részben vagy egészben  az   Oriomeryx című angol Wikipédia-szócikk ezen változatának fordításán alapul.  Az eredeti cikk szerkesztőit annak laptörténete sorolja fel. Ez a jelzés csupán a megfogalmazás eredetét és a szerzői jogokat jelzi, nem szolgál a cikkben szereplő információk forrásmegjelöléseként.